# Friedrich Wilhelm von Steuben
Friedrich Wilhelm Ludolf Gerhard Augustin von Steuben (ur. 17 września 1730, zm. 28 listopada 1794) – pruski oficer, który brał udział w wojnie o niepodległość Stanów Zjednoczonych (1775–1783).
Urodził się w Magdeburgu i na chrzcie otrzymał imiona Friedrich Wilhelm Ludolf Gerhard Augustin. W czasie wojny siedmioletniej (1756–1763) służył w armii pruskiej w stopniu kapitana. W roku 1777 przybył do Ameryki i zaoferował swe usługi Jerzemu Waszyngtonowi, który właśnie poniósł kilka porażek w polu i musiał, opuściwszy Filadelfię schronić się na zimę ze swym wojskiem w Valley Forge.
Waszyngton uznał, że kwalifikacje pruskiego oficera są wysokie, więc zaproponował mu stopień generała i powierzył szkolenie oddziałów Armii Kontynentalnej. Steuben w krótkim czasie, zmuszając swych podkomendnych do przestrzegania żelaznej dyscypliny, forsownych marszów, typowo pruskiej musztry i walk na bagnety, przekształcił zbiorowisko źle wyszkolonych ochotników w doborową armię, zdolną wygrywać bitwy, między innymi pod Monmouth (1778) i Yorktown (1781).
Po wojnie, hojnie obdarowany i udekorowany przez Kongres, osiadł na stałe w stanie Nowy Jork.

## Galeria

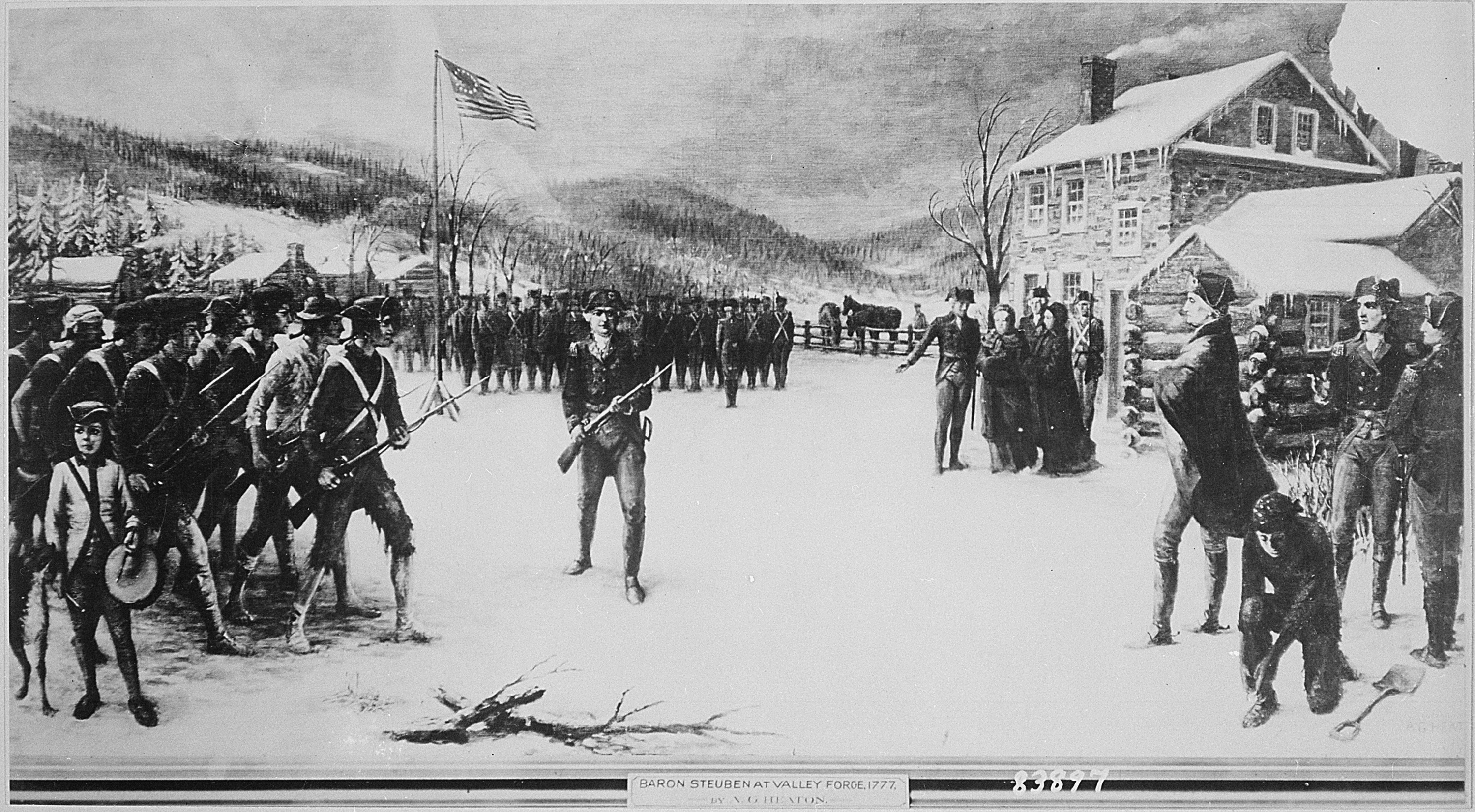
Generał von Steuben w Valley Forge musztrujący żołnierzy Armii Kontynentalnej
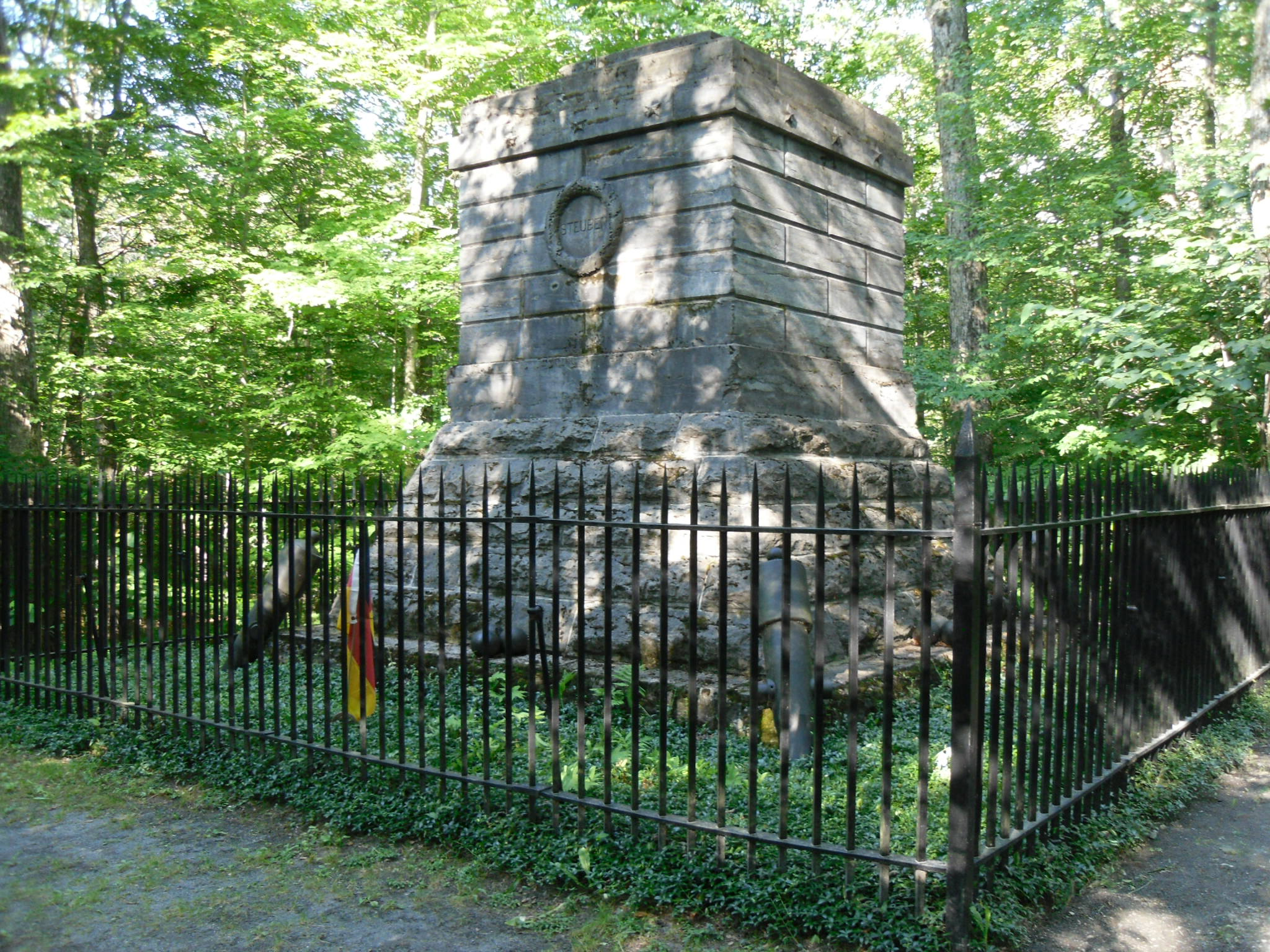
Grób Friedricha Wilhelma von Steubena w mieście Steuben (Nowy Jork)